# فیروزآباد (هند)
شهر فیروزآباد (به انگلیسی: Firozabad) با جمعیت ۳۳۵٫۳۹۶ نفر در ایالت اوتار پرادش در کشور هند واقع شده‌است.
این شهر به دلیل ساختن دستبند معروف است.